# Non +
Non + è un singolo del cantante italiano Sangiovanni, pubblicato il 18 giugno 2020.

## Video musicale
Il video musicale, girato dall'artista stesso con il proprio smartphone, è stato reso disponibile su YouTube il 23 giugno 2020.

## Tracce
Testi e musiche di Giovanni Pietro Damian e Nicola Biasin.
1. Non + – 2:32